# Бадяріха
Бадя́ріха (якут. Бадьаариха) — річка в Росії в Якутії, права притока Індигірки. Довжина 545 км, площа басейну 12,2 тисяч км². Бере початок на північно-східних схилах Момського хребта. Тече по Абийській низовині, огинаючи із заходу Алазейське плоскогір'я.
Живиться головним чином сніговими і дощовими водами. В басейні річки близько 2 200 невеликих озер загальною площею 461 км². Головні притоки: Огороха (Гороха), Орто-Тірехтях, Анти.